# Sapromyza lichtwardti
Sapromyza lichtwardti är en tvåvingeart som beskrevs av Malloch 1930. Sapromyza lichtwardti ingår i släktet Sapromyza och familjen lövflugor. Inga underarter finns listade i Catalogue of Life.